# Дихромат ртути(II)
Дихромат ртути(II) — неорганическое соединение,
соль ртути и двухромовой кислоты
с формулой HgCr2O7,
красные кристаллы,
не растворяется в воде.

## Физические свойства
Дихромат ртути(II) образует красные кристаллы
тригональной сингонии,
пространственная группа P 32,
параметры ячейки a = 0,72389 нм, c = 0,9461 нм, Z = 3
.
Не растворяется в воде.

## Токсичность
Дихромат ртути(II) очень ядовит и канцерогенен, как и другие соединения шестивалентного хрома и ртути.